# مايان عليا (تبريز)
مايان عليا هي قرية في مقاطعة تبريز، إيران. عدد سكان هذه القرية هو 2,244 في سنة 2006.